# Savjet za financiranje znanstvene djelatnosti i visokog obrazovanja
Savjet za financiranje znanstvene djelatnosti i visokog obrazovanja, stručno tijelo u Republici Hrvatskoj Nacionalnog vijeća za znanost i Nacionalnog vijeća za visoko obrazovanje. Savjet čini petnaest članova i to tako da su u njemu tri člana sa znanstvenih instituta, šest članova sa sveučilišta, dva člana s veleučilišta, dva predstavnika sindikata te dva predstavnika koje u Savjet imenuje ministar. Članove zajednički imenuju Nacionalno vijeće za znanost i Nacionalno vijeće za visoko obrazovanje većinom ukupnog broja glasova obaju tijela na temelju prijedloga Rektorskog zbora, Vijeća veleučilišta i visokih škola, javnih znanstvenih instituta, sveučilišta, veleučilišta i visokih škola te Ministarstva i sindikata. Mandat članova Savjeta traje četiri godine.